# Auguste Cazalet
Auguste Cazalet (* 7. September 1938 in Sévignacq-Meyracq, Basses-Pyrénées; † 4. Juni 2013 in Bordeaux) war ein französischer Politiker. Von 1983 bis 2011 gehörte er für Pyrénées-Atlantiques dem französischen Senat an.